# خير أباد (فاروج)
خير أباد (بالفارسية: خیرآباد) هي مستوطنة تقع في قسم تشاه جهان الريفي في إيران. يقدر عدد سكانها بـ 524 نسمة .